# فرودگاه کنورا
فرودگاه کنورا (به انگلیسی: Kenora Airport) یک فرودگاه همگانی ۱۳۹۵۷ با کد یاتا YQK است . این فرودگاه در شهر کنورا، انتاریو کشور ایالات متحده آمریکا قرار دارد و در ارتفاع ۴۱۰ متری از سطح دریا واقع شده است.

## شرکت‌های هواپیمایی و مقصدهای پروازی
| شرکت‌های هواپیمایی | مقصدهای پروازی                                        |
| ----------------- | ----------------------------------------------------- |
| بیرسکین ایرلاینز  | منطقه‌ای درایدن، شهری فورت فرانسس، سو لوک‌اوت، تاندر بی |